# 火麒麟
《火麒麟》（英語：The Sensual Unicorn Magazine）是香港成人雜誌四大元祖之一（其餘還有《龍虎豹》、《藏春閣》及《男子漢》），本以十日刊的形式逢每月6號、16號及26號出版；現以月刊形式於每月3號出版。
《火麒麟》初期與龍頭《龍虎豹》的內容相似，以東南亞女性的裸體照片為主要內容，書中亦附有讀者信箱，成人小說及專欄等，最高曾有220,000冊的銷量紀錄。
於1992年，一系列以日本AV女優作賣點的成人雜誌如《西急》（SCOOP中文版）、《Bejean》、《18伴》及《亞卡西》（AKASI中文版）等湧現，搶去了《火麒麟》等香港本地成人雜誌不少銷量。促使《火麒麟》進行了改革，於書中加入日本脫星的裸露照片以作還擊。
1996年，香港成人雜誌市場異軍突起，一系列嫖妓指南式的香港嫖妓雜誌湧現，令《火麒麟》再度進行改革，需要隨書附送色情電影光碟以搶救其銷量。
《火麒麟》曾邀獲香港色情電影導演徐一刀及有「三級片皇帝」之稱的曹查理執筆，分別撰寫「徐一刀專欄」及「曹查理真人真事」。
及後，《火麒麟》出版社由俊嘉有限公司轉為新澤出版。